# Schloss Ulrichshusen
Schloss Ulrichshusen ist ein Herrenhaus in Ulrichshusen, einem zu Moltzow im Landkreis Mecklenburgische Seenplatte gehörenden Dorf. Mit seinem dreigeschossigen Hauptgebäude und den typischen Stufengiebeln ist es eines der bedeutendsten Renaissancebauwerke Mecklenburgs. Das Bauwerk liegt am Südufer des Ulrichshusener Sees auf einem Hügel. Heute wird es als Hotel genutzt. Nebengebäude der Anlage dienen für verschiedene öffentliche Veranstaltungen. So ist das Schloss seit 1994 einer der Hauptstandorte der Festspiele Mecklenburg-Vorpommern, die alljährlich während der Sommersaison im ganzen Bundesland stattfinden.

## Geschichte
Nach dem Erwerb und Tausch mehrerer Ländereien zwischen Waren und Teterow durch den Grubenhagener Stamm der Familie Maltzan vereinigte Ulrich Moltzan († 1572), der auch die Acker- und Forstflächen des wüsten Dorfes Domherrenhagen erworben hatte, einige dieser Ländereien zu einem Rittergut und ließ 1562 ein Wasserschloss errichten, vermutlich ein eher kleiner Bau im Stil eines Festen Hauses. 1624 brannte es zumindest teilweise ab, und Bernd-Ludolph Maltzan (Wallensteins Quartiermeister) baute es binnen zwei Jahren wieder auf, wobei die Anlage vergrößert wurde. 1649 wurde es auf Pfand für 30 Jahre an den schwedischen General Carl Didriksson Ruth (auch Rutt) verkauft. Von ihm gelangte es an seinen Schwiegersohn J. Ehrenreich von Arnim, von dem es an den Baron Erlenkamp auf Vielist verpfändet wurde. Erst 1742 gelangte es an die auf Rothenmoor ansässige Linie der Maltzahns und 1815 an die Grafen von Maltzan auf Militsch. 1842 wurde es an die Linie Hahn-Basedow verkauft. Anfang des 20. Jahrhunderts war Ulrichshusen Wohnsitz des deutschen Tennismeisters, des Grafen Viktor Eugen Voß, der in dieser Zeit den Beinamen „der Ulrichshusener“ erhielt. Graf Voß legte sich am Fuße des Schlosses einen Asphalt-Tennisplatz an, dessen Umrisse noch heute durch den dort kürzeren Grasbewuchs zu erkennen sind. Vor 1928 beinhaltete Gut Ulrichshusen 339 ha, davon waren 80 ha Forstbesitz. Der Besitz war verpachtet an Familie Sellschopp, Eigentümer damals Erblandmarschall Graf Walter von Hahn auf Basedow. Ulrichshusen hatte den Status eines Lehngutes, war auch Familienfideikommiss.
Das Anwesen kam es 1929 an die Grafen von Bassewitz-zu Burg Schlitz. Schlitz konnten die Bassewitz nicht mehr lange halten, konzentrierten sich auf Ulrichshusen. Aus dem Jahr 1930 wird von einem schlechten Bauzustand des Schlosses, mit Rissen im Mauerwerk berichtet. Das Gut selbst stand im Besitz Fortunat Graf von Bassewitz (1895–1945), zuletzt Hauptmann d. R. und vormals Verwalter der Güter von Burg Schlitz mit Wohnsitz in Karstorf.
Nach 1945 war das Schloss Flüchtlingsquartier. Es wurde wegen seiner historischen Bedeutung, als einziges aus dem Müritzkreis neben dem Gutshaus Ludorf, bereits 1946 von der sowjetischen Militäradministration unter Schutz gestellt. Später beherbergte das Schloss einen „Konsum“. 1976 war das Schloss letztmals bewohnt und wurde anschließend dem Verfall preisgegeben und erst 1983 notdürftig gesichert. 1987 brannte das Haupthaus bis auf die Grundmauern ab.
Nach der Deutschen Wiedervereinigung kaufte die Adelsfamilie von Maltzan die Ruine zurück. Die gesamte Anlage wurde ab 1993 von Helmuth von Maltzahn (* 1949) und seiner Frau Alla in Zusammenarbeit mit dem Landesamt für Denkmalpflege Mecklenburg-Vorpommern, der Deutschen Stiftung Denkmalschutz und der Deutschen Bundesstiftung Umwelt restauriert. Maltzahn hatte bereits seit 1987 das hessische Schloss Braunshardt saniert und dafür 1992 den Hessischen Denkmalschutzpreis erhalten. Als neue Projekte widmet sich Helmuth von Maltzahn inzwischen der Rettung und Wiederbelebung der barocken Gutshäuser Gützkow, Gnemern, Rothenmoor und Tützpatz.
Seit 1994 finden im Schlosskomplex Konzertaufführungen im Rahmen der Festspiele Mecklenburg-Vorpommerns statt. In der Feldsteinscheune gastierten unter anderem Yehudi Menuhin, Anne-Sophie Mutter und Igor Oistrach. Das Torhaus und der Zwischenbau dienen als Wohngebäude. Im Haupthaus und in Nebengebäuden begann 2001 der Hotelbetrieb. Heute sind dort 19 Gästezimmer vorhanden. Der ehemalige Pferdestall beherbergt ein Restaurant, Ulrichshusen wurde ein beliebter Hochzeitsort.

## Baubeschreibung

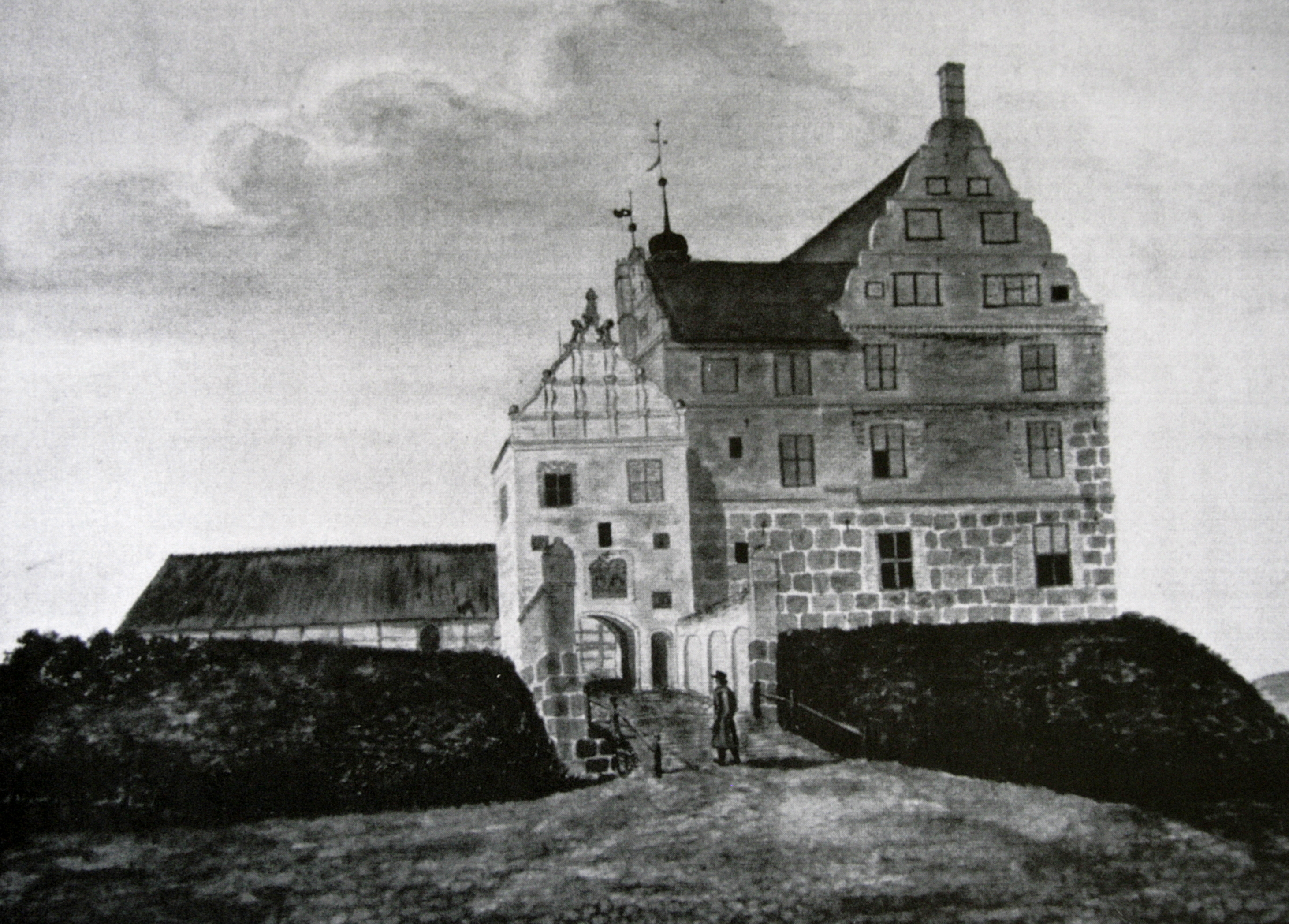
Ansicht aus Osten auf einer Gouache um 1730

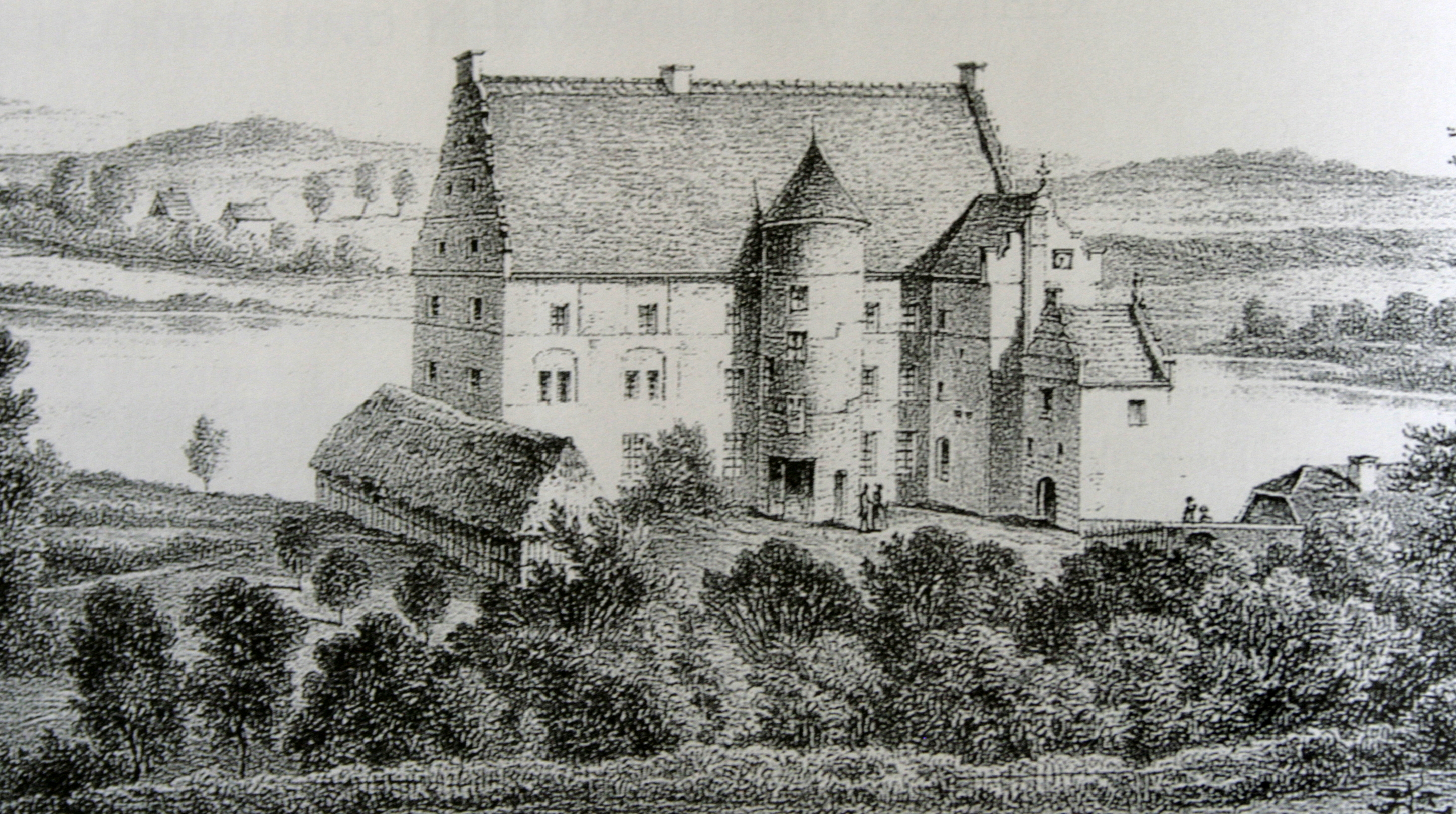
Ansicht des Schlosses von Süden auf einer Lithografie um 1820. Erkennbar sind das ehemalige Wirtschaftsgebäude als Begrenzung des Schlosshofs und das neuere, kegelförmige Dach des Wendelsteins. Am rechten Bildrand ist das ehemalige Verwalterhaus angeschnitten.

Bei dem Haupthaus handelt es sich um einen dreigeschossigen, rechteckigen Bau in Ost-West-Richtung. Im Norden ragt ein Risalit aus der Fassade hervor, südlich ist dem Baukörper ein runder, viergeschossiger Treppenturm vorgesetzt. Dieser Turm besaß spätestens im 18. Jahrhundert eine geschweifte Haube mit sechseckiger Laterne, wurde im 19. Jahrhundert mit einem Kegeldach versehen und besitzt heute einen Aufbau mit großen Glasfenstern.
Im Osten der Südwand des Haupthauses schließt sich ein quadratischer, ebenfalls dreigeschossiger Zwischenbau an, der wiederum nach Südosten um einen Zwinger ergänzt wird, durch den der aus Osten kommende Weg in das Schloss führt. Dieses Torhaus entspricht vermutlich noch in seiner Gesamtheit dem Baukörper aus der zweiten Hälfte des 16. Jahrhunderts und ist heute der am besten erhaltene Teil der alten Schlossanlage, da es vom Brand 1987 kaum in Mitleidenschaft gezogen wurde. Sein Ostgiebel erhielt durch plastische Putzarbeiten in der Form von Löwenkörpern und Kugeln sowie Rankenbänder, Pilaster und Putzgesimse einen besonderen Schmuck, der heute teilweise rekonstruiert ist. Die übrigen Giebel sind deutlich schlichter gehalten und entstammen der zweiten Bauphase.
Die Mauern des Erdgeschosses von Haupthaus und Zwischenbau sind aus behauenen Granitquadern gefügt, die wohl noch auf das ursprüngliche Feste Haus zurückgehen. Das darüber liegende Backsteinmauerwerk entstammt dagegen dem Ausbau um 1625. Bei den Dächern, die von Ziergiebeln abgeschlossen werden, handelt es sich um Rekonstruktionen aus den 1990er Jahren. Die innere Raumeinteilung sowie Ausstattung ging durch den Brand von 1987 weitgehend verloren.
Südlich und westlich des Schlosses befanden sich niedrigere Wirtschaftsgebäude, die heute nur noch durch Fundamentspuren nachweisbar sind. Zwischen ihnen und dem Haupt-Baukörper entstand so ein teilweise geschlossener Schlosshof. Ein angeblicher Bergfried im Burghof ist schriftlich überliefert, konnte bisher aber nicht archäologisch nachgewiesen werden. Im 19. Jahrhundert wurden in weiterer Entfernung südlich vom Schloss ein Stall und eine Scheune errichtet, die heute noch bestehen und inzwischen durch Teiche vom Haupthaus getrennt sind. Das ehemalige Verwalterhaus östlich des Schlosses wurde um das Jahr 2000 herum durch ein Wohnhaus ersetzt.
Zur Schlossanlage gehört ein Park mit mehreren Seen. Ab 1995 wurde der damals weitgehend verbuschte Park wiederhergestellt und die verlandeten Seen rekonstruiert. Ein größerer Park, der „Gutspark Ulrichshusen“ befindet sich in geringer Entfernung östlich der Schlossanlage. Beim Schloss steht die Hexeneiche mit einem Brusthöhenumfang von 7,60 m (2016).